# Балабуев, Михаил Юрьевич
Михаил Юрьевич Балабуев (25 сентября 1955 — 8 октября 2015) — советский  и российский спортсмен, тренер, спортивный функционер. Чемпион России по петанку (в паре с Валерием Блиновым).

## Карьера
Главный тренер ФК «Турбостроитель» (Калуга) в 1996 году. В 2004-м — технический директор калужского «Локомотива». Заведующий  спортивным комплексом «Локомотив». Директор Благотворительного фонда развития профессионального и массового футбола.
В 2010 году на чемпионате России по петанку в Десногорске пара Балабуев-Блинов («Б2») оказалась сильнейшей в дуплете и тройке. Многократный победитель отечественных и международных соревнований. Выступал на позиции пойнтера.
Умер в Калуге от онкологического заболевания 8 октября 2015 года, незадолго до этого отметив 60-летний юбилей.